# Eutane alba
Eutane alba är en fjärilsart som beskrevs av George Francis Hampson 1900. Eutane alba ingår i släktet Eutane och familjen björnspinnare. Inga underarter finns listade i Catalogue of Life.